# Junior Brown
Jamieson „Junior“ Brown (* 12. Juni 1952 in Cottonwood, Arizona) ist ein US-amerikanischer Country-Musiker. Browns stilprägendes Instrument ist seine selbstentwickelte Guit-Steel, eine Mehrhalsgitarre aus E- und Lap-Steel-Gitarre.

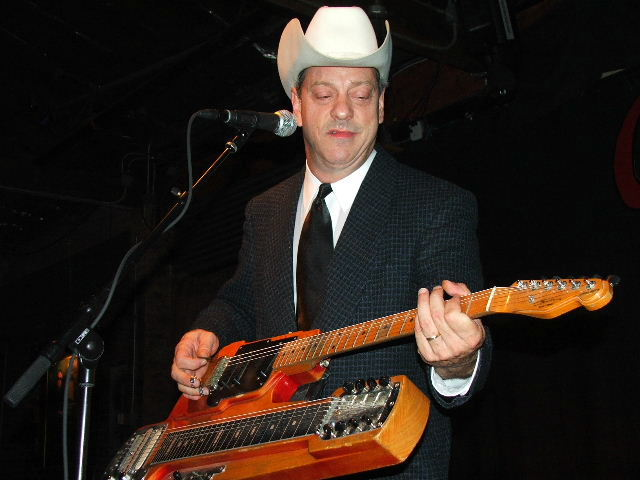
Junior Brown at Antone's in Austin

## Leben
Junior Brown wurde als Sohn des Musikwissenschaftlers Samuel Emmons Brown Jr. in Cottonwood (Arizona) geboren und wuchs in Kirksville, Annapolis, und Santa Fee auf.
Bereits mit vier Jahren lernte Brown von seinem Vater das Klavierspielen, mit sieben begann er mit dem Gitarrenspielen. 1956 gründete Brown seine erste Band Harmonius Discord. In den 1960er Jahren begann Brown als Begleitmusiker für The Last Mile Ramblers, Dusty Drapes & The Dusters und Asleep at the Wheel zu spielen.
Mitte der 1980er Jahre unterrichtete Brown Gitarrenspiel an der, der Rogers State University angegliederten Hank Thompson School of Country Music in Claremore, Oklahoma.
Nach seinem Umzug nach Austin (Texas) entwickelte der Musiker 1985 mit Unterstützung des Instrumentenbauer Michael Stevens einen neuen Typ von Doppelhalsgitarre. Der obere Hals des Instruments entspricht einer traditionellen Fender Bullet, während der untere Hals aus einer Sho-Bud Lap-Steel-Gitarre in voller Größe für das Slide besteht.
1988 heiratete Brown die Musikerin Tanya Rae. Nach ersten Erfolgen als Solo-Künstler bekam Brown 1990 einen Plattenvertrag bei Demon Records, wechselte 1992 zu Curb Records und nahm für Telarc auf.
Nachdem bereits 1995 Browns Album Junior High für den Grammy nominiert wurde, folgte 1996 der Titel My Wife Thinks You're Dead mit gleich zwei Grammynominierungen und einer Nominierung bei der Academy of Country Music. 1996 gewann er für sein Video zu My Wife Thinks You're Dead die Auszeichnung der Country Music Association "Country Music Video of the Year".
Auf dem Album Stars and Stripes Vol. 1 der Beach Boys ist Brown mit seiner Version des Beach Boys Titels 409 vertreten.
Browns Titel wurden unter anderen in Better Call Saul, Nashville, Ein Duke kommt selten allein, SpongeBob Schwammkopf (Folge: Texas/Energisch), Verdammt, ich will dich (Still Breathing)  und Die Stunde der Teufelinnen verwendet (Wedding Bell Blues).
Als Schauspieler war Brown 1996 in dem Video zu Honky Tonk Song von George Jones als Sheriff und 1998 in der Folge Die Fahrt von Akte X als Farmer Virgil Nokes zu sehen. Neben einigen Sprechrollen als Off-Stimme folgte eine Nebenrolle in The Caveman’s Valentine.
Eine der beiden für Brown gefertigten Guit-Steels wurde während einer Tournee im Oktober 2019 gestohlen.

## Diskografie

### Alben
- 1990: 12 Shades Of Brown
- 1993: Guit With It
- 1995: Junior High (EP)
- 1996: Semi Crazy
- 1998: Long Walk Back
- 2001: Mixed Bag
- 2004: Down Home Chrome
- 2005: Live At The Continental Club: The Austin Experience
- 2012: Volume Ten
- 2018: Deep In The Heart Of Me
- 2021: Copperheaded Queen (Live Austin ’92)
- 2021: His & Hers (mit Tanya Rae Brown)

### Singles
- 1972: Hillbilly Auctioneer / Two Different Worlds
- 1984: Too Many Nights In A Roadhouse / Gotta Get Up Every Morning
- 1995: Highway Patrol / Lovely Hula Hands
- 1995: My Wife Thinks You're Dead / Sugarfoot Rag
- 1996: Venom Wearin' Denim / Surf Medley
- 1997: Gotta Sell Them Chickens (mit Hank Thompson)
- 2015: Better Call Saul